# Omalisus fontisbellaquaei
Omalisus fontisbellaquaei (лат.) — вид жесткокрылых семейства омализид.

## Описание
Жук длиной от 5 до 7 мм. Тело имеет чёрный окрас. Надкрылья окрашены в охристо-красный цвет, вдоль шва с тёмной полоской, варьирующий по ширине.

## Распространение
Среди всех омализид имеет наиболее широкий ареал, который простирается от западной Турции и Балкан до Румынии и Польши.

## Экология
Самцов можно встретить сидящими на цветках. Самки с рудиментарными крыльями живут в почве. Личинки охотятся на двупарноногих многоножек Glomeris .

## Галерея

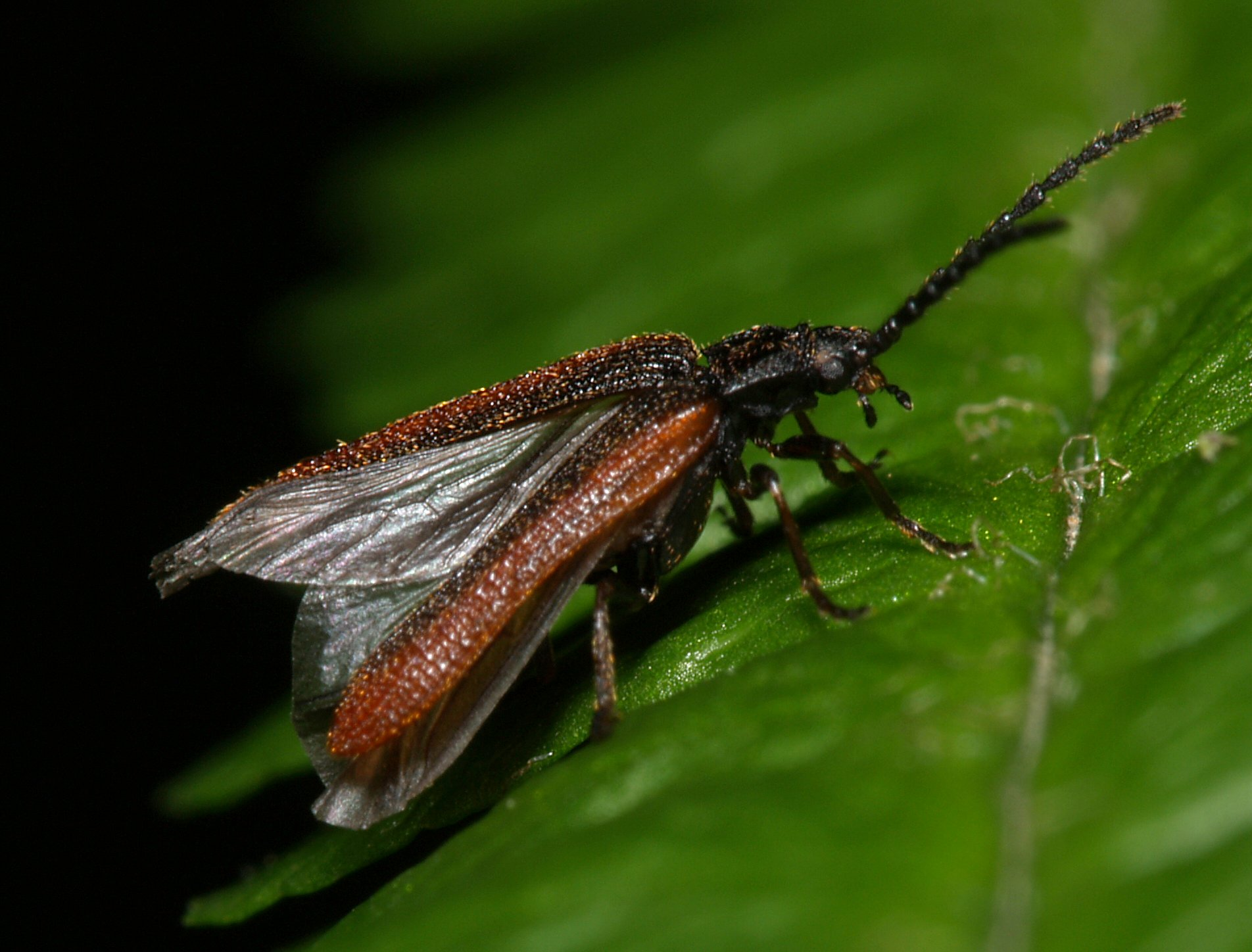
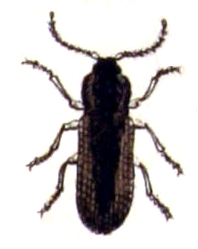